# 청주공항역
청주공항역(Cheongju International Airport station, 淸州空港驛)은 충청북도 청주시 청원구 내수읍 입상리에 있는 충북선의 철도역이다. 청주국제공항 이용객의 편의를 위해 청주국제공항 서쪽 부지를 활용해 임시승강장으로 영업을 시작하였다. 무배치간이역으로 역무원이 배치되지 않아 승차권을 판매하지 않지만, 청주국제공항 안내 데스크에 갑종위탁발매소가 있어서 열차를 이용하는 승객들은 청주국제공항에서 승차권을 구입한 후, 청주공항역을 이용할 수 있다. 만약 코레일앱/홈페이지로 예약하지 못하거나, 앞서 언급한 청주공항에서 발매하지 못하더라도 열차에 승차한 후에 역무원에게 직접 표를 끊을 수 있으며, 이 경우에도 별도의 부가운임을 부과받지 않는다.

## 연혁
- 2000년 9월 14일: 영업 임시 개시
- 2000년 10월 1일: 영업 정식 개시[1]
- 2010년 3월 1일: 누리로 운행 개시
- 2012년 9월 17일: 누리로 운행 중지
- 2014년 5월 1일: 충북종단열차 운행 개시
- 2015년 12월 31일: 누리로 운행 재개
- 2016년 12월 9일: 누리로 운행 중지
- 2018년 7월 1일: 누리로 운행 재개
- 2020년 3월 2일: 누리로 운행 중지

## 역 구조
2면 2선의 상대식 승강장으로, 청주국제공항 서측 부지를 활용하였다.

### 승강장
1번은 결번이다.
| ↑오근장 |
| \| ２   |
| 증평↓   |

| 2 | 충북선 | 무궁화호 | 증평 · 음성 · 충주 · 제천 방면 |
| 3 | 충북선 | 무궁화호 | 조치원 · 대전 · 서울 방면      |

## 인접한 역
| 충북선           | 충북선        | 충북선         |
| ---------------- | ------------- | -------------- |
| 오근장 대전 방면 | 무궁화 충북선 | 증평 제천 방면 |

## 미래
2021년 6월 29일 국토교통부에서 발표한 제4차 국가철도망 구축계획에 따르면, 수요가 증가하는 국제공항과 연계되는 역이라는 이점 때문에 대전-세종-충북 광역철도 사업에 포함되었다.

## 같이 보기
- 청주국제공항
- 공항철도
- 대전-세종-충북 광역철도